# Medicina de l'antic Iran

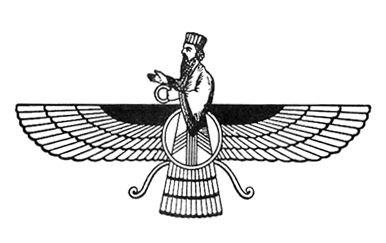
Alguns dels primers registres de la història de la medicina de l'antic Iran es poden trobar l'Avesta, la col·lecció principal dels texts sagrats del zoroastrisme.

La Medicina de l'antic Iran la seva pràctica i el seu estudi a Pèrsia té una història llarga i prolífica. L'antiguitat mèdica iraniana ha estat influïda per diferents tradicions mèdiques que van venir de Grècia, d'Egipte, de l'Índia i de la Xina durant més de 4000 anys i que es va consolidar per formar un nucli de coneixements que va permetre establir les bases de la medicina a Europa en el segle xiii, escoles iranianes com l'Acadèmia de Gundixapur (segle iii), van ser un terreny fèrtil per als científics de diferents civilitzacions. Aquests puntals van ampliar amb èxit les teories dels seus predecessors i van desenvolupar sobre manera la seva recerca científica durant aquest període de la història.
Als últims anys, alguns estudis experimentals han avaluat els efectes de la medicina medieval iraniana, utilitzant mètodes científics moderns. Aquests estudis han plantejat la possibilitat de reprendre els tractaments tradicionals basats en l'evidència mèdica dels seus predecessors.

## Context històric

### Era preislàmica

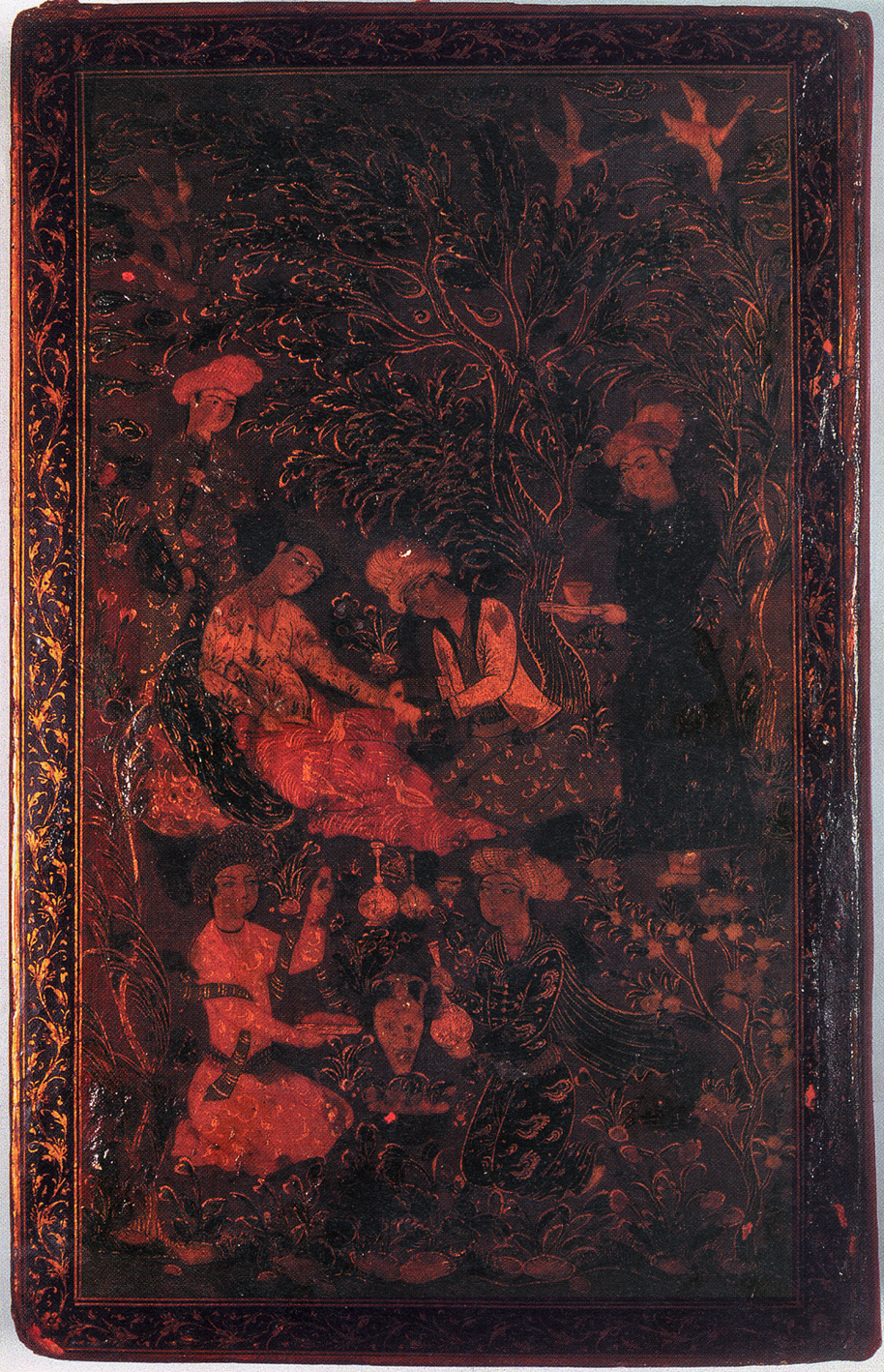
Obra artística lacada, que representa un metge prenent el pols d'un pacient. A partir d'una còpia del, del Canon de la médecine d'Avicenne. Wellcome Library, Londres.

L'historial mèdic de l'antiga Pèrsia es pot dividir en tres períodes. El sisè llibre del Zend Avesta conté el primer testimoni de la història mèdica de l'antic Iran. El Videvdad dedica la major part dels seus capítols finals a la medicina.

En un passatge del Videvdad, un dels textos disponibles del Zend Avesta podien distingir-se tres tipus de tractament: la medicina pel ganivet (cirurgia), la medicina per les herbes (fitoteràpia), la medicina per paraules divines i el millor tractament va ser, segons el Videvdad, el guariment a través de la paraula de Déu:
| «                  | De tots els sanadors, Zaratustra Spitama, és a dir, dels qui guareix amb el ganivet, amb herbes o amb mantres sagrats, l'últim esmentat és el més poderós perquè ataca la font de la malaltia. | » |
| — Ardibesht Yasht. | |   |

Encara que l'Avesta esmenta diversos metges famosos, els professionals més destacats de Pèrsia eren doctors d'una etapa posterior, a saber: Mani, Roozbeh i Buzurgmihr.
El segon període abasta l'època que es coneix com de la literatura Pahlavi, qui sistemàticament va tractar el tema de la medicina en un interessant treball incorporat a l'Enciclopèdia Dinkart, que apareix, explicant les diferents formes i variants, sobre unes 4333 malalties.
La tercera era, comença amb la dinastia aquemènida i abasta el període de Darios I el Gran, l'interès del qual en la medicina va ser tan gran que va reconstruir l'escola de medicina a Sais d'Egipte que havia estat destruïda, restaurant també els seus llibres i material.
El primer hospital universitari va ser l'Acadèmia de Gundixapur a l'Imperi Persa. Alguns experts van tan lluny com per afirmar que, «el crèdit per a tot el sistema hospitalari s'ha de donar a Pèrsia».
D'acord amb el Videvdad, els metges, per demostrar la seva competència, havien de guarir tres pacients dels seguidors de Divyasnan; si fallaven, no podien exercir la medicina. A primera vista, aquesta recomanació pot semblar discriminatòria i sobre la base de l'experimentació humana. Tanmateix, alguns autors han interpretat que això significa que, des del principi, als metges se'ls va ensenyar a eliminar la barrera mental tant per al tractament d'adversaris, com d'amics. Els honoraris del metge per al servei es basaven en els ingressos del pacient.

### Després de l'arribada de l'Islam

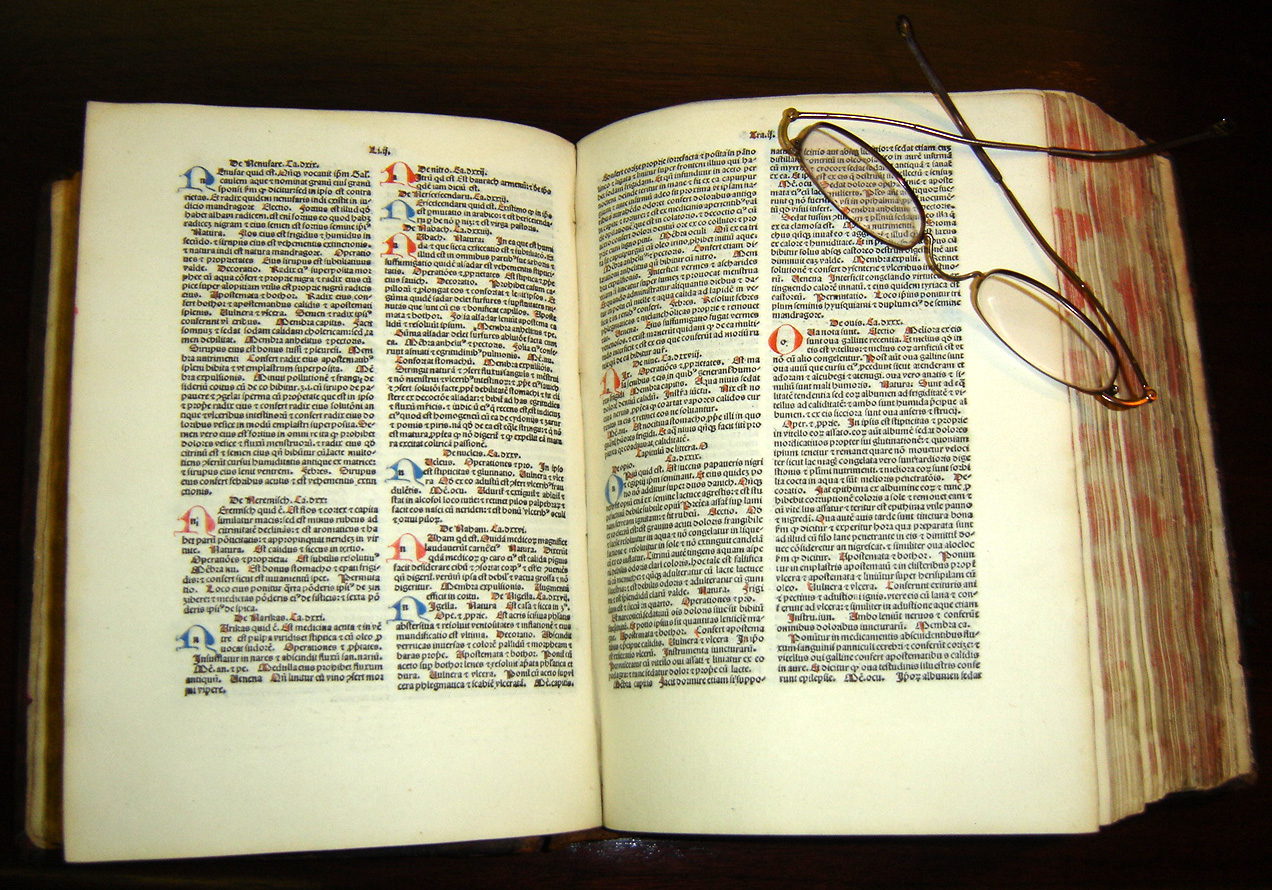
Una traducció al llatí del Cànon de la Medicina d'Avicenna de 500 anys.

La ciència iraniana va ser interrompuda per la invasió àrab (630 dC). Moltes escoles, universitats i biblioteques van ser destruïdes, els llibres cremats, i morts els erudits. Tanmateix, els científics els científics iranians van continuar la seva activitat i la ciència de l'Iran va ressorgir durant el període islàmic. Per conservar els llibres, molts de l'escriptura pahlavi van ser traduïts a l'àrab, i a l'Iran van ressaltar els metges i científics com Avicenna i Ar-Razí, així com els matemàtics Muhàmmad ibn Mussa al-Khwarazmí i Omar Khayyam. Es van recollir de forma sistemàtica i van desenvolupar el patrimoni mèdic grec antic, indi i persa i es van fer noves descobertes.
Una de les funcions clau que van exercir els erudits iranians medievals a la ciència, era la conservació, consolidació, coordinació i el desenvolupament de les idees i el coneixement de les antigues civilitzacions. Alguns practicants iranians, com Ar-Razí i Avicenna no només van recopilar el contingut de tot el coneixement de la medicina de l'època, també van desenvolupar aquest coneixement en fer conèixer les seves habilitats i observacions personals rellevants així com les dades dels seus experiments. El Cànon de la Medicina d'Avicenna i el Kitab al-Hawi d'Ar-Razí van ser alguns dels textos de referència utilitzats a l'Occident en l'educació mèdica del segle xviii.
Al segle x, Ar-Razí va ser el primer d'introduir els experiments científicament controlats i observacions clíniques al camp de la medicina i el primer de rebutjar teories no comprovades per experimentació mèdica. El primer experiment mèdic realitzat per Ar-Razí va ser fet per tal de trobar el lloc més higiènic per construir un hospital, en el segle X a Bagdad hi havia diversos llocs on es tenien peces de carn penjades i va enumerar els llocs on la carn es descomponia menys ràpidament per construir l'hospital. En el seu tractat de medicina, Ar-Razí va informar casos clínics de la seva pròpia experiència i observacions molt útils de diverses malalties. A la seva obra Dubtes sobre Galè, Ar-Razí també va ser el primer de demostrar que la teoria dels Elements clàssics d'Aristòtil i la Teoria dels humors de Galè eren falses utilitzant el mètode experimental.
Avicenna és considerat el pare de la medicina moderna, per la seva introducció sistemàtica de l'experimentació i la quantificació en l'estudi de la fisiologia. La introducció del assaig clínic, l'experimentació amb drogues i una guia d'experimentació metodològica precisa per al procés de descobrir nous productes químics actius pel que fa a la farmacologia i verificar la seva eficàcia terapèutica, a la seva enciclopèdia mèdica, el Cànon de la medicina (c. 1020).

## Neurologia i neurocirurgia
Es pot traçar la història de la neurociència a l'Iran d'ençà el segle iii aC, quan es va realitzar la primera intervenció de cirurgia cranial a la ciutat Shahr-i Sokhta al sud-est de l'Iran. Els estudis dels arqueòlegs en el crani d'una nena de tretze anys i que patia d'hidrocefàlia han indicat que s'havia sotmès a una cirurgia en el crani i que hauria sobreviscut almenys sis mesos després de l'operació.
A partir de diversos documents disponibles complementaris, es pot establir les definicions i tractaments del mal de cap a la Pèrsia medieval. Aquests documents donen informació clínica detallada i precisa sobre els diferents tipus de mals de cap. Els metges medievals van inventariar diversos signes i símptomes, causes aparents i van prescriure regles d'higiene dels aliments per evitar mals de cap. Els escrits medievals són a la vegada precisos i vius, i proporcionen una llarga llista de substàncies utilitzades en el tractament. Molts enfocaments dels metges de la Pèrsia medieval s'accepten avui dia, ja que tenen més avantatges que d'altres i poden ésser útils per a la medicina moderna.
El tractament farmacològic de l'epilèpsia en la medicina de l'antic Iran va ser individualitzat, incloent diverses substàncies, soles o en combinació, amb una prescripció d'assaig diferent per a cada una d'elles. Els metges van recalcar la importància de la dosi, la via d'administració i els horaris per a l'administració de fàrmacs. Recents experiments amb animals confirmen l'efecte anti convulsiu d'alguns dels composts recomanats pels metges iranians medievals per al tractament de l'epilèpsia.

## Obstetrícia i ginecologia
Al segle X l'obra literària Shâhnameh de Firdawsí descriu una cesària realitzada a la princesa Rudaba, filla del rei de Kabul, Mehrab Kaboli, durant la qual un vi elaborat per un sacerdot de Zoroastre, es va utilitzar com a anestèsic, per causar en la pacient la pèrdua de la consciència durant la cirurgia. Encara que en gran part mític en el contingut, el passatge il·lustra el coneixement de l'anestèsia a l'antiga Pèrsia.

## Texts mèdics
Els texts mèdics més importants de la medicina de l'antic Iran:
| Nom (àrab)                    | Nom                  | Autor          | Tema                      | Data publicació (Segle) |
| Firdous al-Hikmat             | -                    | Al-Tabari      | Medicina general          | IX                      |
| Barra-assaah                  | -                    | Ar-Razí        | Medicina d'urgencia       | IX                      |
| Al-Hawi                       | -                    | Ar-Razí        | Medicina general          | IX                      |
| Kitab al-Tib al-Mansuri       | -                    | Ar-Razí        | Medicina general          | X                       |
| Kitab al-Judari wa al-Hasbaah | -                    | Ar-Razí        | Malalties infeccioses     | X                       |
| Qhanoon                       | Cànon de la Medicina | Avicenna       | Medicina general          | X                       |
| Resaleh dar Nabz              | -                    | Avicenna       | Malalties cardiovasculars | X                       |
| Zhakhireh Kharazmshahi        | -                    | Esmail Jorjani | Medicina general          | X                       |
| Somom                         |                      | Qhortabi       | Toxicologia               | -                       |
| Teb-ol Maleki                 | -                    | Majosi Ahvazi  | Medicina general          | -                       |